# گتاراوند
گتاراوند (انگلیسی: Getaround) شرکت فناوری اطلاعات آمریکایی است، که در سال ۲۰۰۹ تأسیس شد.